# Abdullah bin Rashid Al Mualla
Ne doit pas être confondu avec Abdullah bin Rashid Al Mualla II.
Cheikh Abdullah bin Rashid Al Mualla fut le souverain de l'émirat d'Umm Al Quwain de 1820 à 1853. Chef de la tribu Al Ali, il fut signataire du traité général maritime de 1820 (en) avec les Britanniques et de la trêve Maritime Perpétuelle de 1853, faisant ainsi d'Umm Al Quwain un État de la Trêve. Aujourd'hui, cet émirat fait partie des sept Émirats arabes unis (EAU).
Son prédécesseur était Cheikh Rashid bin Majid Al Mualla, qui avait initialement établi la fortification d'Umm Al Quwain, lorsque la tribu Al Ali s'est installée sur le continent après avoir quitté leur précédent emplacement sur l'île de Sinniyah.

## Règne
Relativement peu d'informations sont enregistrées concernant le règne de Abdullah bin Rashid, et la plupart des sources contemporaines datent son règne par défaut à 1820, car il était signataire du Traité Maritime Général de 1820, à la suite de l'expédition punitive britannique (en) depuis Bombay contre les Al Qasimi à Ras Al Khaimah.

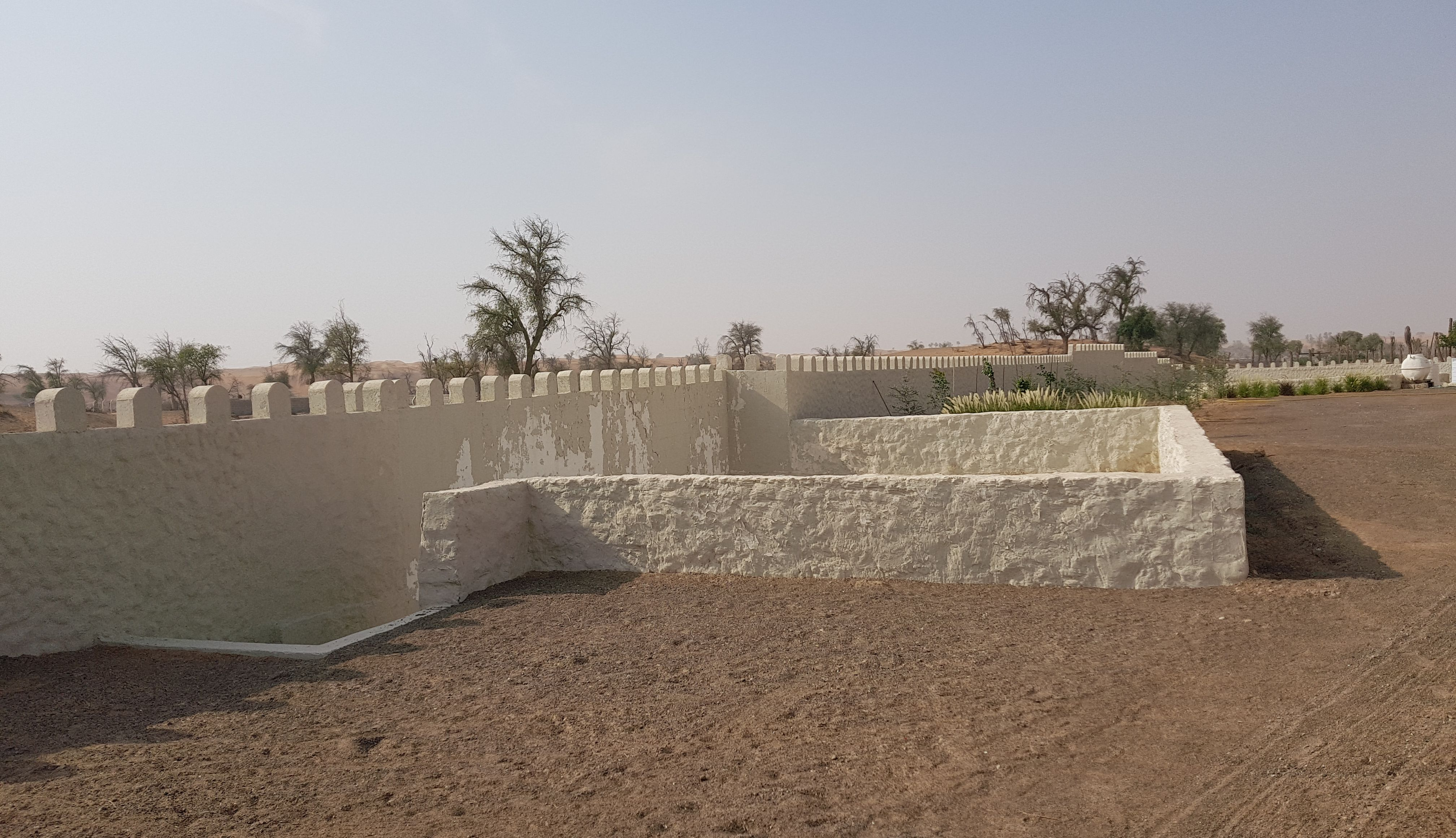
Les 'Sharea' ou bains de Falaj Al Mualla furent construits par Cheikh Abdullah bin Rashid Al Mualla.

En 1819, cette force bombardait les établissements côtiers de la péninsule du Golfe, ce qui entraîna la capitulation des cheikhs côtiers et la signature du traité à Ras Al Khaimah et Sharjah. Abdullah bin Rashid signa le traité le 15 mars 1820 avec Rashid bin Humaid, cheikh d'Ajman. Les deux souverains signèrent le traité à Falayah, une dépendance intérieure de Ras Al Khaimah.
Abdullah bin Rashid fut également signataire de l'engagement de 1847 visant à interdire l'exportation des esclaves, avant de signer le Traité Maritime Perpétuel de 1853. Ce traité avait été précédé par une série de traités intérimaires conclus entre les souverains de ce qui devint connu sous le nom de la Côte Truciale et les Britanniques, visant à maintenir la paix en mer pendant la saison de la récolte des perles. Après plusieurs de ces traités semestriels, une série d'accords annuels réussit en grande partie à maintenir la paix sur la côte, menant à la trêve perpétuelle.
En plus d'établir Umm Al Quwain, les Al Ali s'installèrent dans une oasis intérieure, à environ 30 km de la côte, alors connue sous le nom de Falaj Al Ali et aujourd'hui appelée Falaj Al Mualla. Abdullah bin Rashid est crédité de la construction d'un bain public, ou sharea, là-bas – séparé pour les hommes et les femmes.
Abdullah bin Rashid fut remplacé par son fils aîné, Ali. L'année de sa mort n'est pas connue.